# Clismafilia

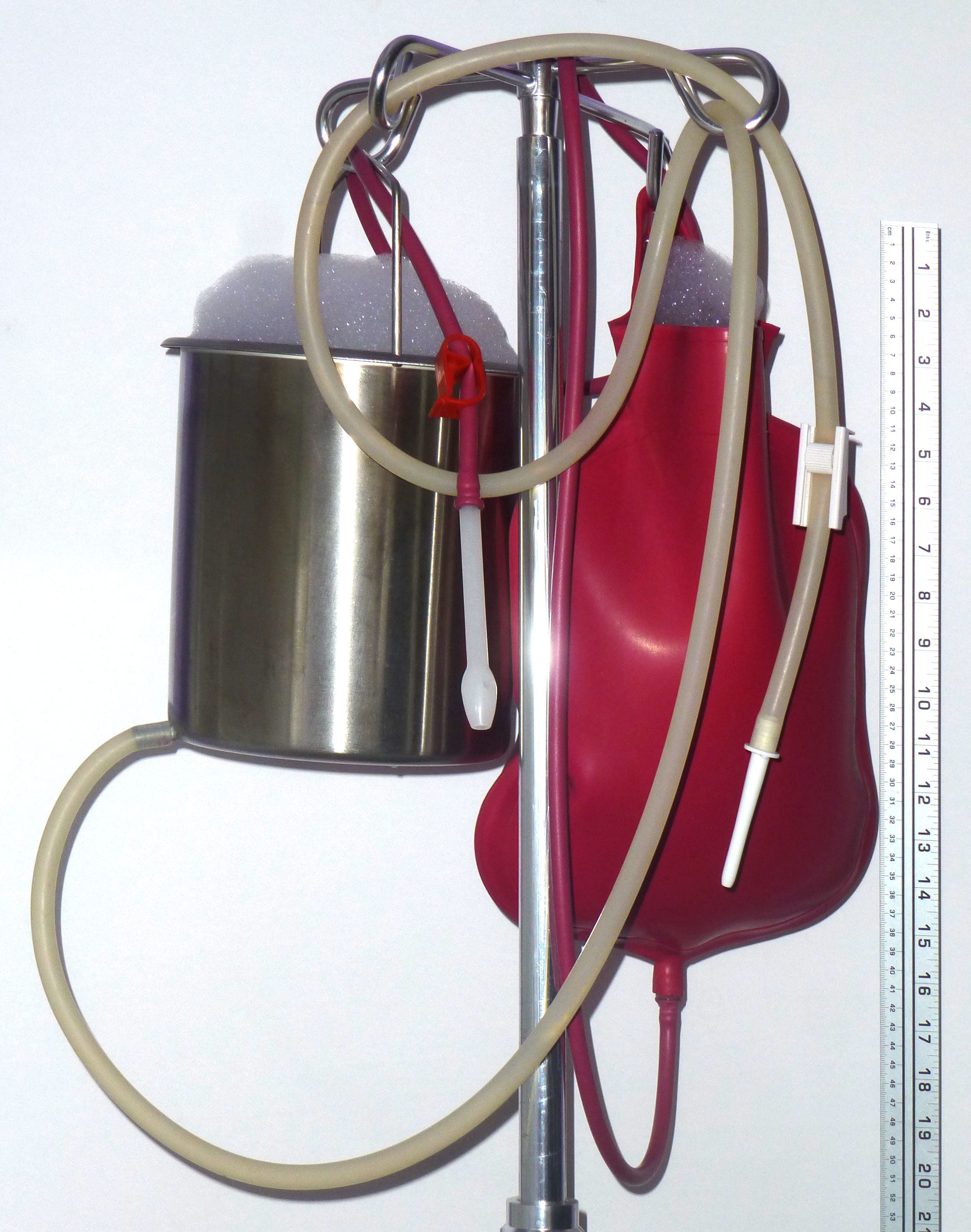
Cubo grande y bolsa de enema, 4 litros cada una

La clismafilia o klismafilia (del griego κλύσμα, klýsma, ‘enema’, y φιλία, filía, ‘afición’) es una parafilia que consiste en recibir o, menos frecuente, suministrar enemas (lavativas) mientras se realizan juegos sexuales o el mismo acto sexual. Su práctica va acompañada, en la mayor parte de los casos, de formas fetichistas utilizando  cánulas y otros elementos, para una mayor estimulación anal.

## Definiciones

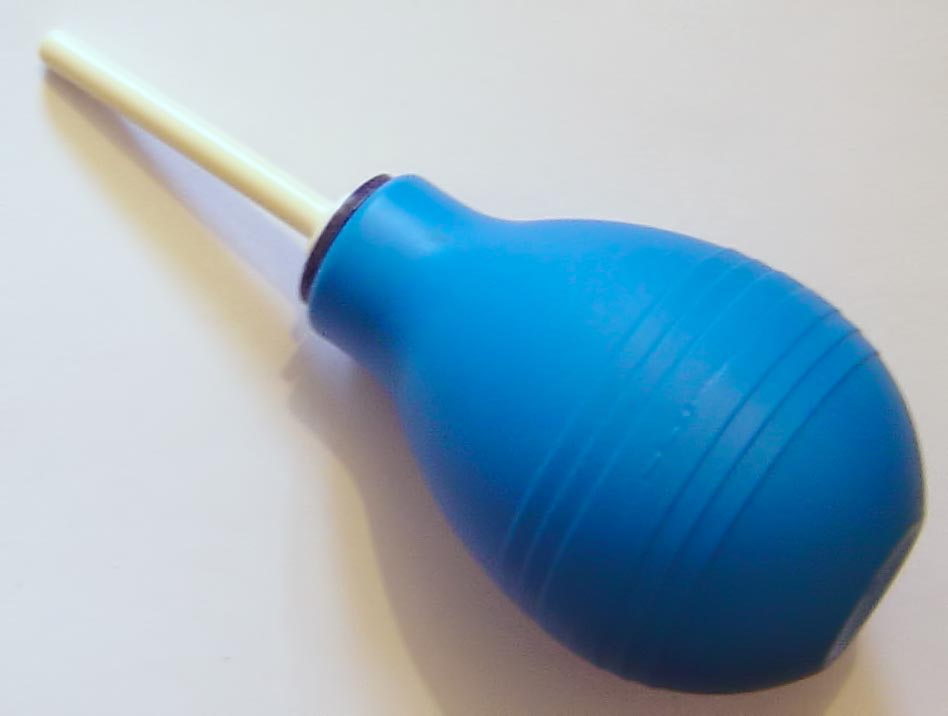
Objeto utilizado para inyectar pequeños enemas

El término fue usado por primera vez por la Dra. Joanne Denko en las primeras investigaciones de ésta parafilia, donde describe en su publicación las actividades de algunos de sus pacientes.
La clismafilia es practicada tanto por mujeres y hombres. Algunas personas pueden sentir placer con la sensación de presión dentro del colon, algunos de los que realizan este acto experimentaron una sensación placentera cuando les aplicaron un enema por primera vez en su niñez o etapa adolescente. El Manual diagnóstico y estadístico de los trastornos mentales clasifica la clismafilia bajo el código 302.9 Paraphilias, Not Otherwise Specified, no existe un tratamiento recomendado pues no es un caso muy grave, solo existen recomendaciones para su aplicación correcta y ciertas medidas de precaución para evitar problemas.